# Internationale Sechstagefahrt
Die Internationale Sechstagefahrt oder Six Days (International Six Days Enduro – ISDE, bis 1980 International Six Days Trial – ISDT) ist die wichtigste Motorsportveranstaltung im Endurosport. Der Wettkampf war die erste vom internationalen Motorradverband Fédération Internationale des Clubs Motocyclistes, einem Vorläufer der FIM, ausgeschriebene Veranstaltung. Die Internationale Sechstagefahrt ist ein Mannschaftswettbewerb und seit 1970 offiziell die Enduro-Weltmeisterschaft für Nationalmannschaften. Neben den Nationalmannschaften nehmen auch Club- und Werksmannschaften teil und werden separat gewertet.
Die Entwicklung der Six Days ist bestimmend für die ganze Entwicklung des Endurosportes. Regeländerungen wurden vielfach zuerst bei dieser Veranstaltung eingeführt und haben dann die anderen Veranstaltungen geprägt.

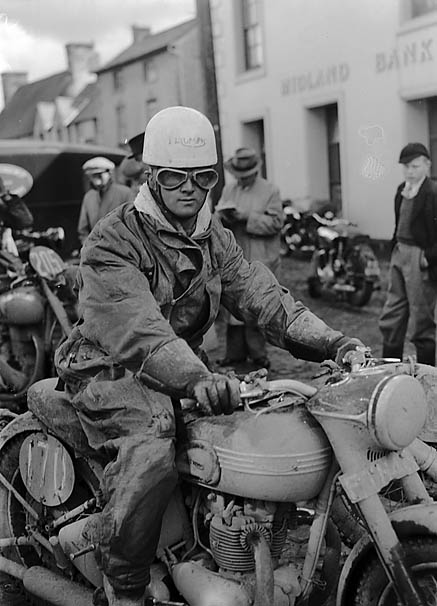
Teilnehmer mit seinerzeit gebräuchlicher Kleidung (1950)

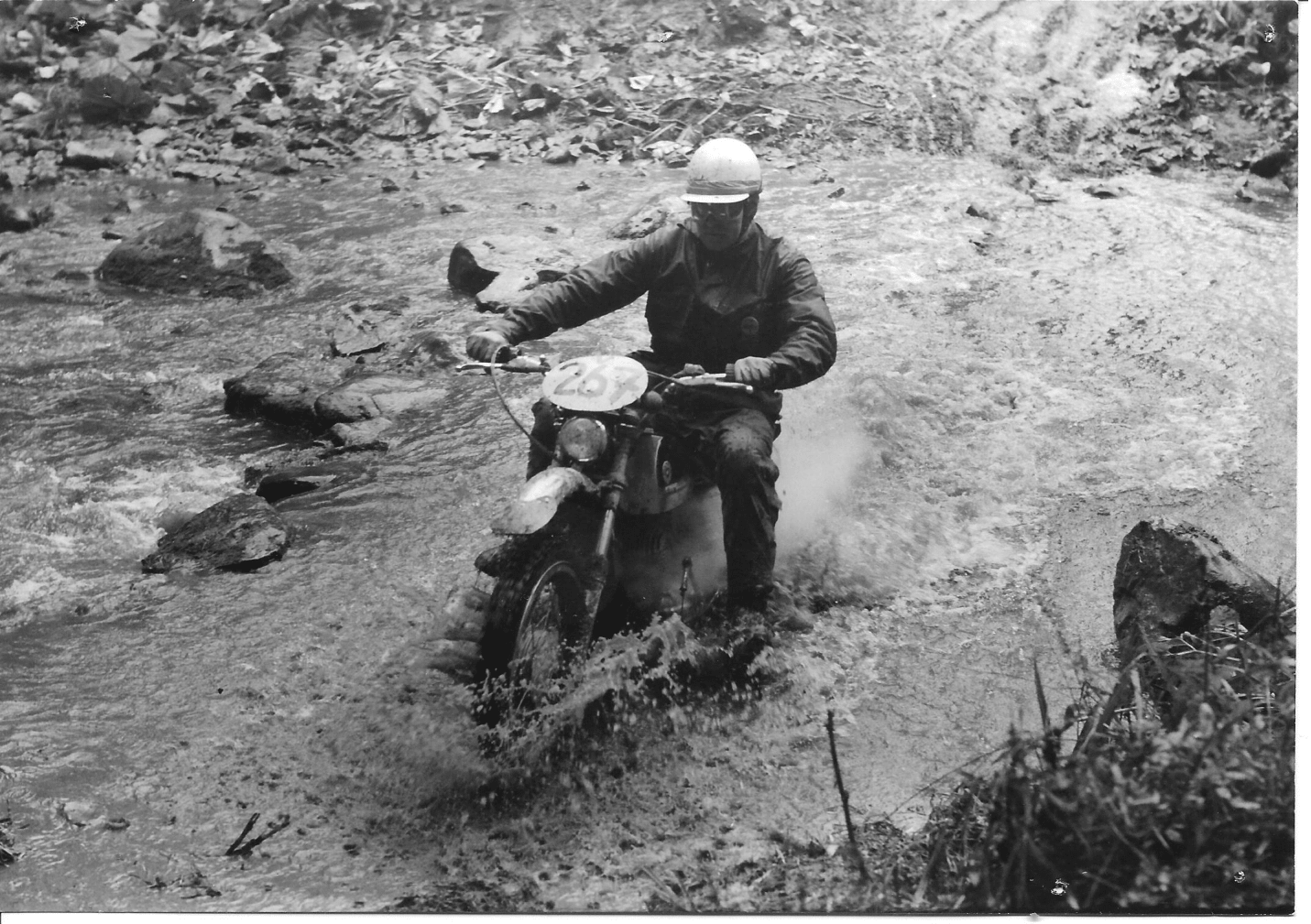
Wasserdurchfahrten waren und sind meist obligatorisch (1969)

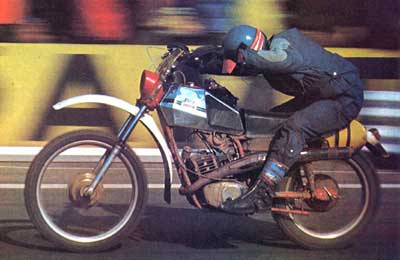
Fahrerhaltung bei einer bis Ende der 1980er-Jahre gefahrenen Beschleunigungsprüfung (1976)

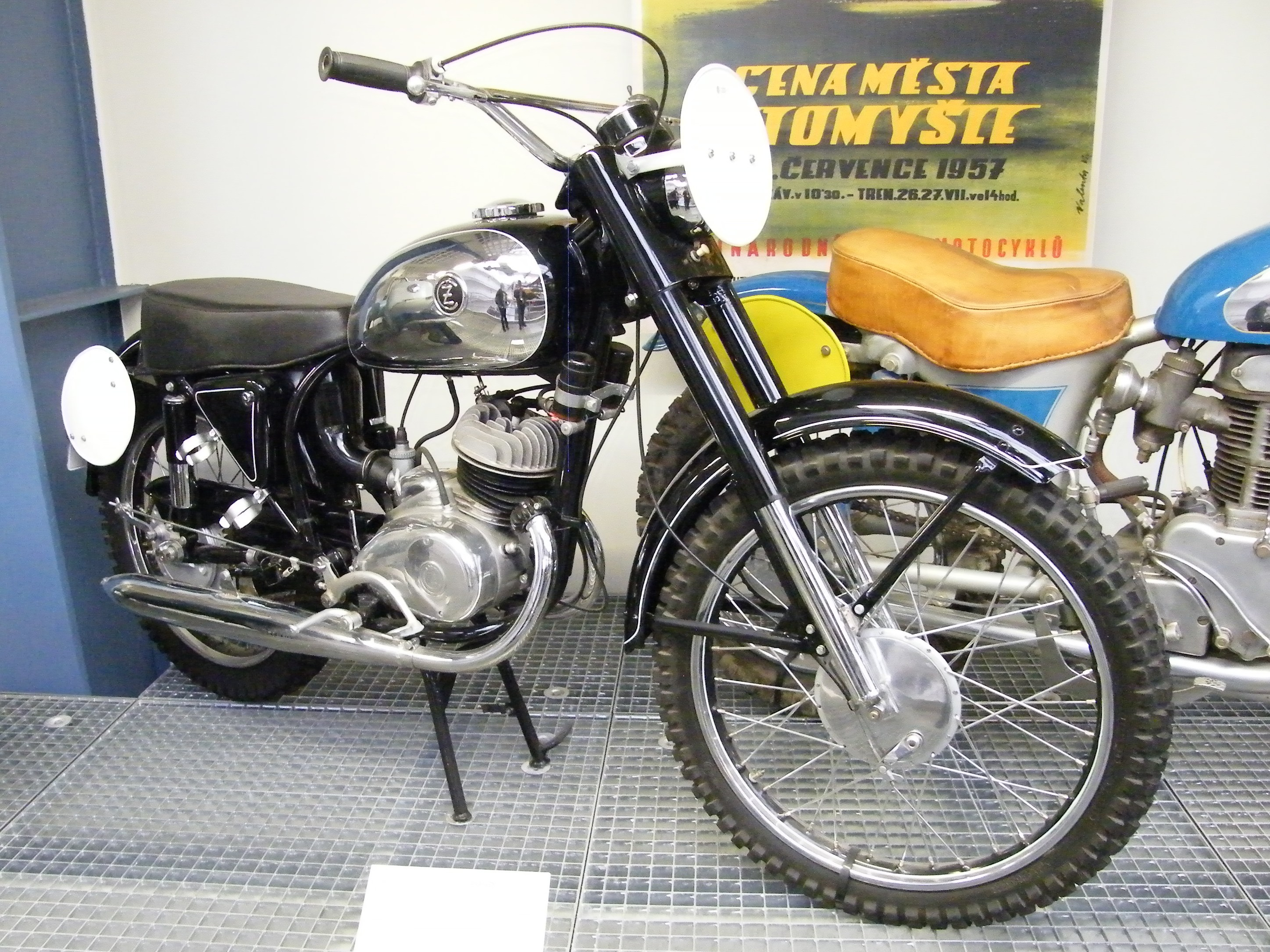
Waren die Motorräder zu Beginn in der Regel geringfügig modifizierte Modelle (1958) …

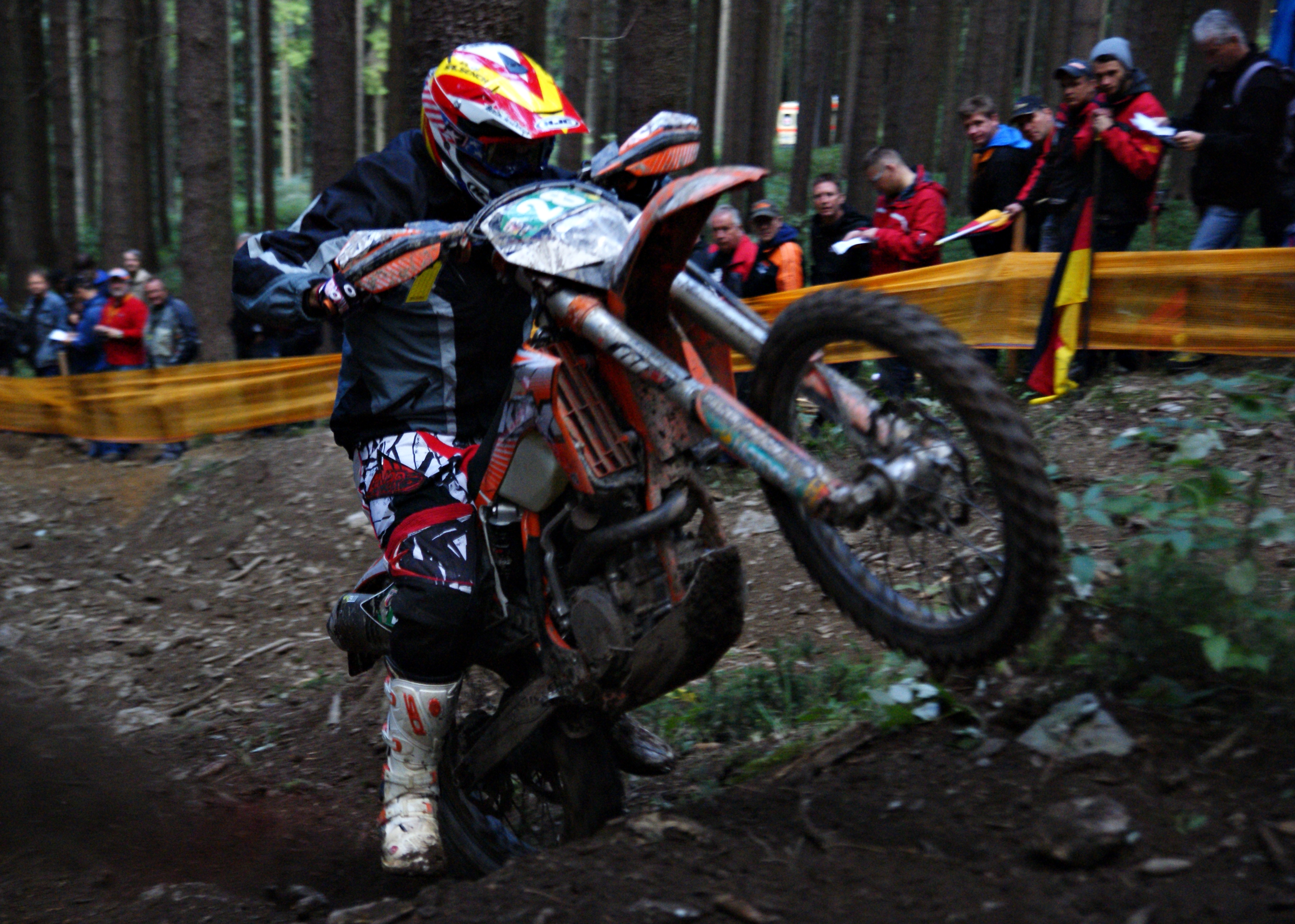
… wandelten sie sich bereits ab den 1930er-Jahren zu mehr oder weniger ausschließlich für diesen Wettbewerb konstruierte Modelle in immer anspruchsvollerem Gelände (2012)

## Geschichte

### Entwicklung der Veranstaltung
Anfang des 20. Jahrhunderts gab es im Vereinigten Königreich von Großbritannien und Nordirland die ersten Zuverlässigkeitsfahrten für Motorräder. So wurde ab 1903 das Six Days’ Reliability Trial durchgeführt. Der 1904 gegründete internationale Motorradverband Fédération Internationale des Clubs Motocyclistes (FICM) war bestrebt, eine eigene Veranstaltung auszuschreiben. Da sich das Reglement der britischen Veranstaltung bewährt hatte, beschloss der Verband 1912 unter der Bezeichnung International Six Days of Regularity für das folgende Jahr seine erste eigene Motorradsportveranstaltung auszuschreiben.
Die erste internationale Sechstagefahrt wurde vom 19. bis zum 23. August 1913 im englischen Carlisle als „First International Touring Trial“ ausgetragen. Ziel des Wettkampfes war es laut Ausschreibung, „Zuverlässigkeit der Motorräder und das Können der Fahrer“ zu ermitteln. Es traten zwei Nationalmannschaften (Frankreich und Großbritannien) sowie 155 britische Einzelfahrer an. Da das französische Team frühzeitig aufgab, siegte die britische Mannschaft.
Die Sieger erhielten einen vom britischen Motorsportverband gestifteten Wanderpreis (Trophy). – Daher wird der Sieg bei der Sechstagefahrt Trophy-Sieg genannt. Er verschwand 1939 nach der Veranstaltung in Salzburg und wurde 1949 durch einen Silberpokal aus der Zeit des englischen Königs Georg III. ersetzt.
Der Erste Weltkrieg unterbrach die Fortsetzung der Veranstaltung im folgenden Jahr. Erst 1920 konnten die nächste Sechstagefahrt in Frankreich durchgeführt werden. Seit dieser Zeit hatte auch die Siegernation das Recht, die Trophäe im eigenen Land zu verteidigen.
Da mit einer Austragung naturgemäß auch hohe Kosten verbunden waren, durfte die Siegernation auch auf eine Ausrichtung verzichten. Als erstes Land machte die Schweiz nach ihrem Sieg 1922 davon Gebrauch und für 1923 wurde Schweden Ausrichternation.
Da um die Trophy-Wertung nur Mannschaften mit im eigenen Land hergestellten Motorrädern fahren konnten, kam 1924 auf Anregung des holländischen Motorradverbandes der Wettbewerb um die Internationale Silbervase dazu, wo diese Pflicht nicht mehr bestand. Auch dieser Pokal wurde 1949 wegen des Verlustes durch einen Silberpokal aus der Zeit von Georg II. ersetzt. Bis einschließlich 1927 war es Fahrern möglich mehreren Nationalmannschaften anzugehören.
Ab 1939 durfte eine Sechstagefahrt nicht zweimal hintereinander im selben Land stattfinden. – Seit 1970 werden diese Regelungen nicht mehr angewandt. 1939 fand die Sechstagefahrt in Salzburg statt. Wegen der angespannten Lage reiste das britische Team am fünften Wertungstag ab, die FIM annullierte die Wertung der Veranstaltung nach dem Zweiten Weltkrieg.
Nach acht Jahren Unterbrechung durch den Zweiten Weltkrieg fand 1947 die Sechstagefahrt wieder und zum ersten Mal in der Tschechoslowakei statt.
Bis zur Sechstagefahrt 1956 waren Gespanne und Dreiradfahrzeuge zugelassen.
In Erfurt fuhr 1964 zum ersten Mal ein US-amerikanisches Team bei den Six Days mit. Dies war gleichzeitig das erste Mal, dass ein US-Team an einer Motorsportveranstaltung in einem Staat des damaligen Ostblocks teilnahm. Prominentestes Teammitglied war der Schauspieler und Hobbymotorsportler Steve McQueen.
Die Fahrer und die Motorräder mussten seit der ersten Austragung aus derselben Nation kommen. Mit dem Niedergang der Motorradherstellung in den 1950er und 1960er Jahren musste diese Regelung 1970 aufgegeben werden. Ab 1975 durfte nur noch eine Mannschaft je Nation in der Wertung um die Silbervase starten.
Um wieder eine Unterscheidung der Silbervase zur World Trophy zu schaffen, wird dieser Pokal seit 1985 als Junioren-Weltmeisterschaft gewertet und es wurde ein Alterslimit von 23 Jahren eingeführt.
1980 erfolgte die Umbenennung von International Six Days Trial (ISDT) in International Six Days Enduro (ISDE), um eine Verwechslung mit dem Trialsport zu vermeiden.
Die 95. Internationale Sechstagefahrt sollte ursprünglich zwischen dem 31. August und 5. September 2020 ausgetragen werden, wurde jedoch aufgrund der massiven Auswirkungen der COVID-19-Pandemie in Italien am 28. März 2020 abgesagt und vom Motorradweltverband FIM in Abstimmung mit der Federazione Motociclistica Italiana (FMI) auf das folgende Jahr verschoben.

### Entwicklung ausgewählter Regularien
Wichtigste Punkte des Reglements waren und sind, dass fremde Hilfe streng verboten war und Reparaturen am Motorrad durch den Fahrer selbst erledigt werden mussten. Das Reglement wurde vielfach geändert um den sportlichen Anforderungen und den Wünschen der Verbände und der Industrie gerecht zu werden.
Ab 1980 wurden nur noch die besten fünf Fahrer der Trophy-Mannschaft und die besten drei Fahrer der Junior-Trophy-Mannschaft gewertet, um beim Ausfall eines Fahrers nicht alle Siegchancen zu verlieren.
Bis 1994 wurden die gefahrenen Zeiten in Punkte umgerechnet. Ab 1995 traten weitere grundlegendere Änderungen im Reglement in Kraft, insbesondere wurde nunmehr eine Zeitwertung statt einer Punktewertung eingeführt.
2007 wurde die Women’s World Trophy für die beste Frauenmannschaft eingeführt. 2016 wurde die bisherige Renn-Jury abgeschafft. Für jede Sechstagefahrt gibt es jetzt eine „Race Direction“, die aus dem jeweiligen Fahrtleiter, dem FIM-Renndirektor und dem FIM-Streckeninspektor besteht. Einsprüche gegen Entscheidungen der Race Direction werden durch ein Gremium aus zwei FIM-Stewards und einem nationalen Steward behandelt. Letztes Entscheidungsgremium ist die FIM.
| Wettbewerb                       | Anzahl Fahrer                                      | Wertungskriterien zur Siegerermittlung | Streichresultate und Restarts |
| -------------------------------- | -------------------------------------------------- | --- | --- |
| World Trophy                     | bis 1929: bis 1937: bis 1955: bis 2015: seit 2016: | bis 1930: wechselnd zwischen höchster Punktzahl bzw. geringster Strafpunktzahl aller Fahrer bis 1974: 1. geringste Anzahl Strafpunkte aller Fahrer und bei Gleichstand 2. Die höchste Zeitdifferenz aller Fahrer gegenüber einer Sollzeit im Abschlussrennen (bis 1954) bzw. erzielten Gutpunkten aller Fahrer während aller Tage (1951 bis einschließlich 1968) bzw. der geringsten Anzahl Wertungspunkte aller Fahrer (ab 1969 bis einschließlich 1974) ab 1975: geringste Anzahl Zeitpunkte (a) aller Fahrer ab 1980: 1. meiste Fahrer im Ziel 2. geringste Anzahl Zeitpunkte aller Fahrer seit 1995: 1. meiste Fahrer im Ziel 2. geringste Gesamtzeit (b) aller Fahrer | bis 1979: keine Streichresultate und Restarts ab 1980: ein Streichresultat, keine Restarts ab 2022: keine Streichresultate und Restarts |
| Silbervase (1924 bis 1984)       | bis 1955: ab 1956:                                 | bis 1930: wechselnd zwischen höchster Punktzahl bzw. geringster Strafpunktzahl aller Fahrer bis 1974: 1. geringste Anzahl Strafpunkte aller Fahrer und bei Gleichstand 2. Die höchste Zeitdifferenz aller Fahrer gegenüber einer Sollzeit im Abschlussrennen (bis 1954) bzw. erzielten Gutpunkten aller Fahrer während aller Tage (1951 bis einschließlich 1968) bzw. der geringsten Anzahl Wertungspunkte aller Fahrer (ab 1969 bis einschließlich 1974) ab 1975: geringste Anzahl Zeitpunkte (a) aller Fahrer ab 1980: 1. meiste Fahrer im Ziel 2. geringste Anzahl Zeitpunkte aller Fahrer                                                                              | bis 1979: keine Streichresultate und Restarts ab 1980: ein Streichresultat, keine Restarts                                              |
| Junior World Trophy (seit 1985)  | bis 2015: seit 2016:                               | bis 1994: 1. meiste Fahrer im Ziel 2. geringste Anzahl Zeitpunkte aller Fahrer seit 1995: 1. meiste Fahrer im Ziel 2. geringste Gesamtzeit (b) aller Fahrer | bis 2015: ein Streichresultat, keine Restarts ab 2016: keine Streichresultate und Restarts                                              |
| Women’s World Trophy (seit 2007) |                                                    | 1. meiste Fahrerinnen im Ziel 2. geringste Gesamtzeit (b) aller Fahrerinnen | bis 2021: ein Streichresultat, ein Restart je Fahrerin ab 2022: keine Streichresultate und Restarts                                     |

## Technisches Regelwerk und Ablauf

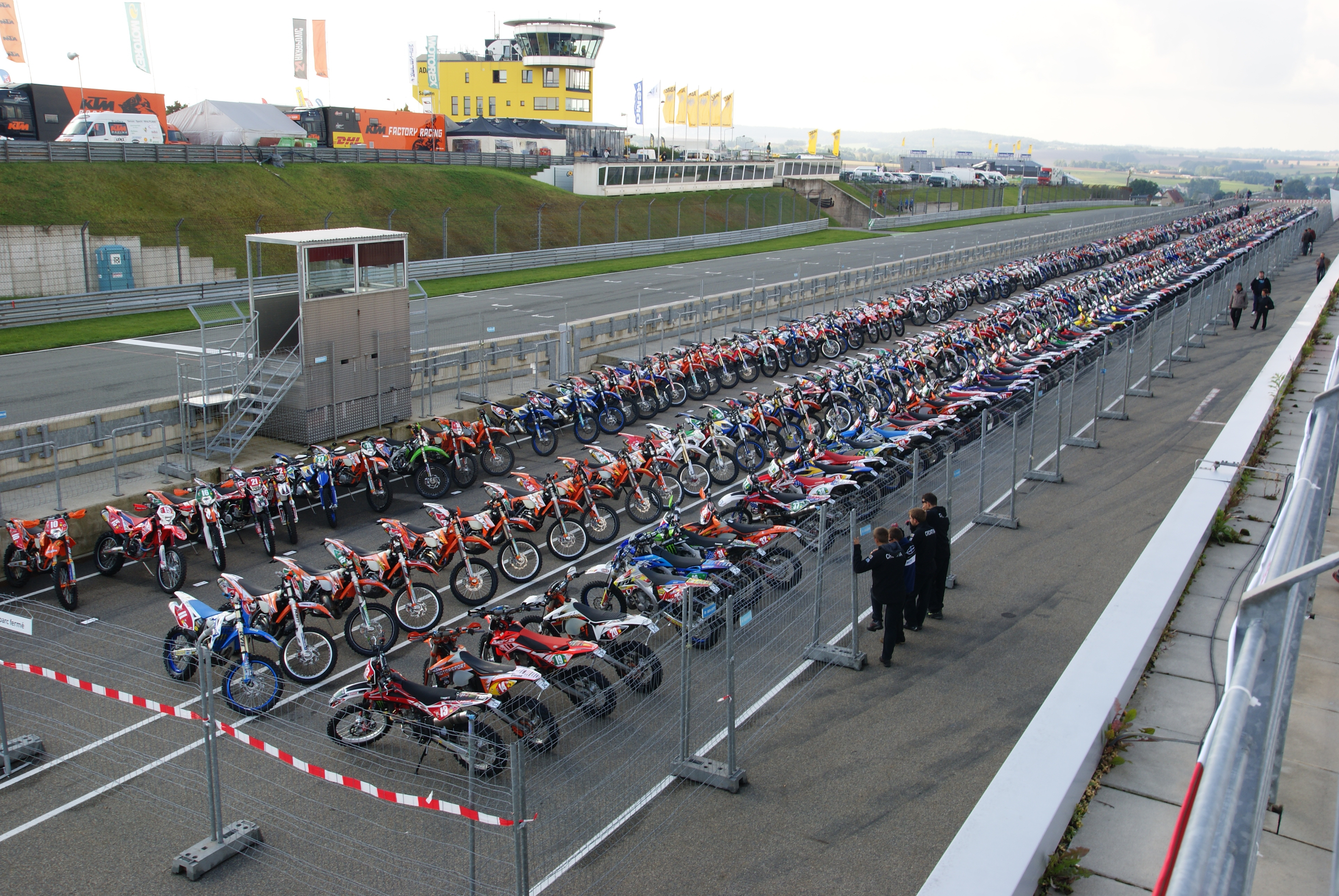
Parc fermé bei der 87. Internationalen Sechstagefahrt

Die Motorräder werden, wie bei den Motorrad-Meisterschaften üblich, vor dem Start einer technischen Kontrolle unterzogen. Dabei werden Teile, die nicht getauscht werden dürfen, mit einem Farbpunkt versehen. Folgende Bauteile werden markiert: Rahmen, Radnaben, Motorgehäuse und der Schalldämpfer. Eine fehlende Markierung führt zur Disqualifizierung des Fahrers und des Teams.
Bis auf wenige Ausnahmen ist es nur dem Fahrer gestattet, Reparaturen und Service-Arbeiten am Motorrad durchzuführen. Der Fahrer kann jederzeit während des Wettkampfes unmarkierte Teile am Motorrad wechseln. Die entsprechenden Ersatzteile sowie das Werkzeug kann er jedoch nur in den vorgeschriebenen Service-Zonen erhalten. Beim Wechsel von Motor- und Getriebeöl sowie der Luftfilter ist die Hilfe von Service-Personal gestattet. Die Nutzung von elektrischen und pneumatischen Werkzeugen ist verboten.
Nach der technischen Abnahme der Motorräder sowie zwischen den einzelnen Tagen müssen die Motorräder im Parc fermé abgestellt werden. Der Parc fermé muss sich immer unter freiem Himmel befinden. Dieser darf erst 15 Minuten vor dem Start von den Fahrern betreten werden. Arbeiten am Motorrad sind im Parc fermé verboten.
Zwischen dem Parc fermé und der Startzone befindet sich ein Arbeitsbereich. In dieser Zone können die Fahrer vor dem Start notwendige Arbeiten am Motorrad durchführen. Ein Starten des Motorrades in diesem Bereich ist verboten und wird mit 5 Minuten Strafzeit geahndet. Die Fahrer können zehn Minuten vor ihrer Startzeit den Arbeitsbereich betreten.
Beim Start sollen in der Regel drei Fahrer pro Minute gleichzeitig starten. Es ist vom Veranstalter sicherzustellen, dass Start und Ziel nicht in der Dunkelheit erfolgen. Die Fahrer haben ab Beginn der Startzeit eine Minute Zeit eine 20 Meter nach der Startlinie angebrachte zweite Linie mit laufendem Motor fahrend zu überqueren. Das Motorrad darf nur mittels Kickstarter oder einer anderen bordeigenen Startvorrichtung gestartet werden. Sollte ein Fahrer diese Vorgaben überschreiten, erhält er entsprechende Strafzeiten. Ein Fahrer hat maximal 15 Minuten Zeit, um zu starten, ansonsten wird er disqualifiziert.
Getankt werden darf während der Reparaturzeit in der Vorstartphase und während des Wettkampfes an vorgeschriebenen Tankpunkten.
Reifenwechsel sind nur in der Servicezone an der letzten Zeitkontrolle und bei der morgendlichen Servicezeit gestattet. Schläuche und Druckluft sind nur in den Service-Zonen erhältlich.
Die Motorräder müssen den in den jeweiligen Ländern geltenden Regeln für den allgemeinen Straßenverkehr entsprechen. Im Veranstaltungsland sind die vorhandenen Straßenverkehrsregeln beim Befahren von öffentlichen Straßen zu beachten.

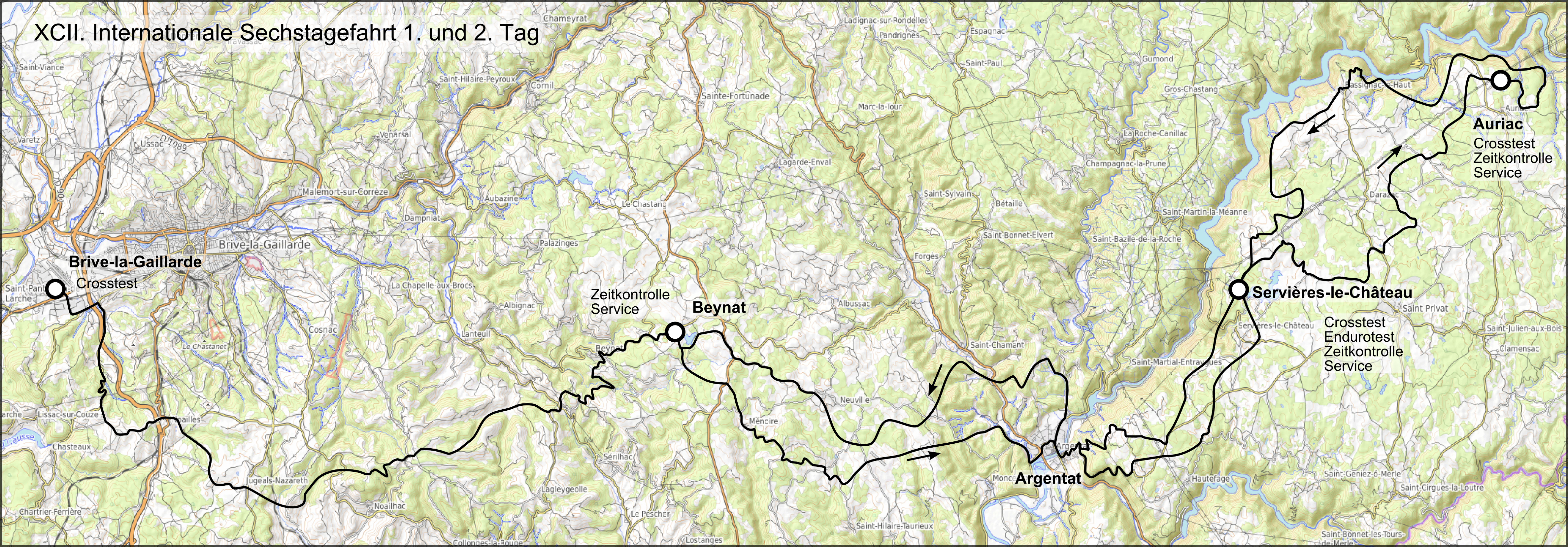
Beispiel für eine Tagesetappe mit darin enthaltenen Sonderprüfungen (2017)

Die Fahrer müssen während der Veranstaltung die Strecke in einer vorgegebenen Zeit bewältigen. Zur Kontrolle werden entsprechende Zeitkontrollen durchgeführt. Zeitkontrollen befinden sich am Start und am Ziel jeder Tagesetappe. Dazu kommen weitere Kontrollen im Abstand zwischen fünf und 35 Kilometer. Die notwendige Zeit zwischen zwei Zeitkontrollen muss so gewählt werden, dass die Durchschnittsgeschwindigkeit nicht höher als 50 km/h liegt. Die Motorräder werden mit einem Transponder für die Zeitauswertung ausgestattet. Zusätzlich erhalten die Fahrer eine Wertungskarte, in die die jeweiligen Zeiten an den Kontrollpunkten eingetragen werden. Verfehlt ein Fahrer eine Zeitkontrolle oder kommt er 60 Minuten zu spät wird er vom Wettkampf ausgeschlossen. Ist ein Fahrer eine Minute zu spät oder zu früh an der Zeitkontrolle, erhält er eine Zeitstrafe von einer Minute. Weiterhin werden Durchfahrtskontrollen durchgeführt, bei denen die Wertungskarte der Fahrer abgestempelt wird. Verfehlt ein Fahrer die Kontrolle oder stoppt nicht, wird er disqualifiziert.

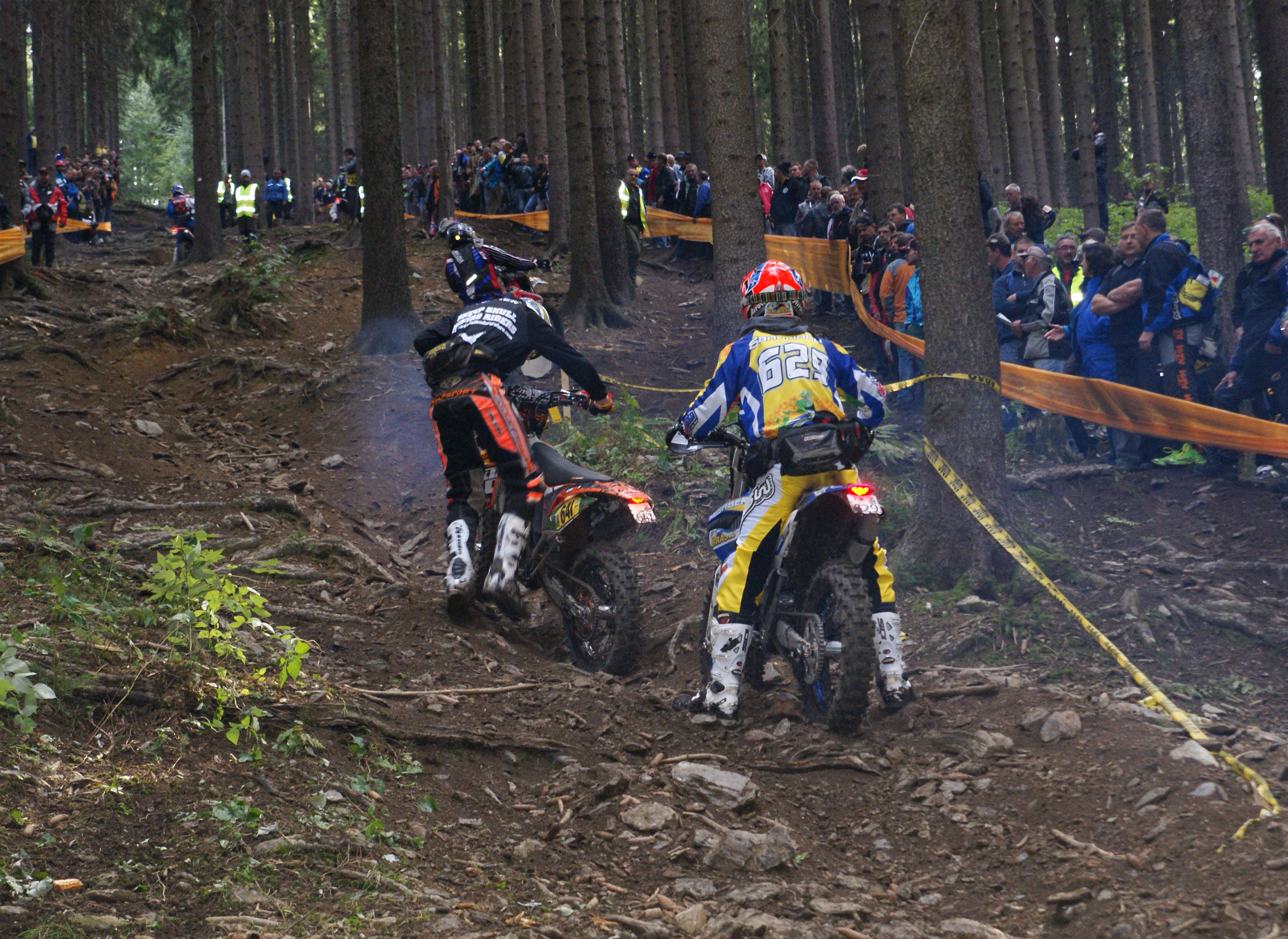
Steilauffahrt als Bestandteil einer Sonderprüfung (Enduro-Test), hier bei der Austragung 2012

An den ersten fünf Wettkampftagen sind dazu noch mindestens fünf Tests (Sonderprüfungen) pro Tag auszuweisen. Der Test muss eine Mindestlänge von drei Kilometer haben. Die Tests dürfen vorher nicht befahren werden. Eine Besichtigung zu Fuß ist erlaubt. Die Durchschnittsgeschwindigkeit im Test darf 50 km/h nicht überschreiten.
Bis einschließlich des fünften Fahrtags befindet sich am Ziel vor der Einfahrt in den Parc fermé die letzte Zeitkontrolle. Davor ist eine Service-Zone mit einer Vorziel-Zeitkontrolle angeordnet. Zwischen diesen zwei Zeitkontrollen hat der Fahrer 15 Minuten Wartungszeit, bevor er sein Motorrad im Parc Fermé abstellen muss.
Am letzten Tag muss ein Final Test durchgeführt werden. Der letzte Wertungstag kann auch aus nur diesem Test bestehen. Der Test soll in Form eines Motocross-Test durchgeführt werden. Es ist auch möglich, diesen Test als Straßenrennen, Rennen auf einer Rennstrecke oder als Supermoto zu veranstalten. Die Strecke muss ein Rundkurs sein, der fünf- bis zehnmal zu befahren ist. Die Gesamtlänge muss zwischen 10 und 18 Kilometern betragen.
Bei diesem Test starten alle Fahrer einer Wertungs- und Motorradklasse gleichzeitig.

## Gegenwärtige Wertungen
FIM World Trophy
Für die FIM World Trophy gibt es zwei Möglichkeiten der Zusammenstellung: Zum einen besteht ein Team aus vier Fahrern ein und derselben Nation. Kann oder will ein nationaler Verband keine Mannschaft stellen, besteht die Möglichkeit zur Bildung einer vierköpfigen Mannschaft als Vertreter eines der sechs Kontinentalverbände. Dabei müssen die Fahrer aus Ländern ein und desselben Kontinentalverbands kommen und daraus mindestens zwei verschiedene Länder vertreten. Ein Fahrer kann abgesehen von der Herstellerwertung nicht gleichzeitig Mitglied einer weiteren Mannschaft sein. In jeder der drei Enduro-Klassen (E1: bis 250 cm³ Zwei- und Viertakt, E2: 255–450 cm³ Viertakt, E3: über 255 cm³ Zweitakt und über 455 cm³ Viertakt) muss mindestens ein Motorrad zugelassen sein. Es gewinnt das Team, welches mit den meisten Fahrern im Ziel ist. Bei Gleichstand entscheidet die niedrigste Zeit. Sollte dann noch Gleichstand bestehen, wird die Gesamtzeit des schnellsten Fahrers von der Mannschaftszeit abgezogen. Sollte dann noch immer Gleichstand bestehen, wird diese Regelung analog auf den zweitschnellsten Fahrer angewendet. Die Siegermannschaft erhält die World Trophy. Jeder Fahrer erhält entsprechend seiner Team-Platzierung eine Gold-, Silber- oder Bronzemedaille.
FIM Junior World Trophy
Für die FIM Junior World Trophy gibt es die gleichen Möglichkeiten der Mannschaftszusammenstellung wie in der World Trophy. Abweichend davon besteht ein Team aus drei Fahrern, die am 1. Januar des Wettkampfjahres maximal 23 Jahre alt sein dürfen. Ein Fahrer kann abgesehen von der Herstellerwertung nicht gleichzeitig Mitglied einer weiteren Mannschaft sein. Die Motorräder müssen in mindestens zwei Klassen zugelassen sein.
Es gewinnt das Team, welches mit den meisten Fahrern im Ziel ist. Bei Gleichstand entscheidet die niedrigste Zeit. Sollte dann noch Gleichstand bestehen, gewinnt das Team mit dem schnellsten Fahrer. Die Siegermannschaft erhält die Silbervase. Jeder Fahrer erhält entsprechend seiner Team-Platzierung eine Gold-, Silber- oder Bronzemedaille.
FIM Women’s World Trophy
Für FIM Women’s World Trophy gibt es die gleichen Möglichkeiten der Mannschaftszusammenstellung wie bei den Männer-Nationalmannschaften. Ein Team besteht aus drei Fahrerinnen. Eine Fahrerin kann nicht gleichzeitig Mitglied einer weiteren Mannschaft sein. Vorgaben bezüglich der Klassen der Motorräder bestehen nicht. Es gewinnt das Team, welches mit den meisten Fahrerinnen im Ziel ist. Bei Gleichstand entscheidet die niedrigste Zeit. Sollte dann noch Gleichstand bestehen, gewinnt das Team mit der schnellsten Fahrerin. Die Siegermannschaft erhält die Women’s World Trophy. Jede Fahrerin erhält entsprechend ihrer Team-Platzierung eine Gold-, Silber- oder Bronzemedaille.
Manufacturer’s Team Award
Der Manufacturer’s Team Award ist ein Wettbewerb für die Auszeichnung des Herstellerteams, an dem jeder Hersteller oder ein Vertreter des Herstellers mit dessen Zustimmung Teams nominieren und anmelden kann, die aus drei Fahrern beliebiger Nationalität bestehen, die ein beliebiges Motorrad fahren, unter der Bedingung, dass sie alle von der gleichen Marke sind. Es dürfen nur die Fahrer der FIM World Trophy und/oder der FIM Junior World Trophy nominiert werden. Ein Fahrer kann nicht gleichzeitig Mitglied einer weiteren Hersteller-Mannschaft sein. Es können beliebig viele solcher Teams gemeldet werden. Es gewinnt das Team, welches mit den meisten Fahrern im Ziel ist. Bei Gleichstand entscheidet die niedrigste Zeit.
Club Team Award
Für den Club Team Award besteht ein Team aus drei Fahrern. Diese dürfen jedoch an keiner der anderen Wertung teilnehmen. Die Mannschaft(-en) werden entweder vom der FIM angeschlossenen nationalen Verband nominiert, in diesem Fall müssen die Fahrer/-innen die gleiche Nationalität haben. Zweite Teilnahmemöglichkeit ist die Zusammenstellung aus unterschiedlichen Nationalitäten (jedoch dann nur aus demselben Kontinentalverband), welche mit Zustimmung des jeweiligen nationalen Verbands des Fahrers eine Mannschaft bilden. Jeder Fahrer hat die Möglichkeit des einmaligen Restarts am Folgetag nach dem Ausscheiden. Disqualifizierte Fahrer sind davon ausgeschlossen. Es gewinnt das Team, welches mit den meisten Fahrern im Ziel ist. Bei Gleichstand entscheidet die niedrigste Zeit. Jeder Fahrer erhält entsprechend seiner Team-Platzierung eine Gold-, Silber- oder Bronzemedaille.
Women’s Club Team Award
Seit 2024 neu im Programm. Der Women’s Club Team Award ist ein Wettbewerb ausschließlich für Frauen-Club-Mannschaften. Ein Motorsportclub kann dabei ein reines Frauenteam nominieren, in diesem Fall müssen die Fahrerinnen die gleiche Nationalität haben. Zweite Teilnahmemöglichkeit ist die Zusammenstellung aus unterschiedlichen Nationalitäten (jedoch dann nur aus demselben Kontinentalverband), welche mit Zustimmung des jeweiligen nationalen Verbands der Fahrerin ein Team bilden. Jede Fahrerin hat die Möglichkeit des einmaligen Restarts am Folgetag nach dem Ausscheiden. Eine Teilnahme an anderen Wertungen des Wettbewerbs ist ausgeschlossen.
Veteran Club Team Award
Seit 2024 neu im Programm: Beim Veteran Club Team Award gelten dieselben Regeln wie für den Club Team Award, zusätzlich muss das Mindestalter eines jeden Fahrers 50 Jahre betragen.
Einzelwertung
Neben den vorgenannten Mannschaftswertungen werden die besten Einzelfahrer ermittelt und geehrt. Es wird dabei in die folgenden Klassen unterschieden:
- World- und Junior-World-Trophy-Fahrer in der Klasse E1
- World- und Junior-World-Trophy-Fahrer in der Klasse E2
- World- und Junior-World-Trophy-Fahrer in der Klasse E3
- World- und Junior-World-Trophy-Fahrer aller Klassen
- World-Trophy-Fahrer aller Klassen
- Junior-World-Trophy-Fahrer aller Klassen
- Frauen
- Club-Fahrer in der Klasse E1
- Club-Fahrer in der Klasse E2
- Club-Fahrer in der Klasse E3

An die Fahrer mit Podestplatzierungen werden Gold-, Silber- und Bronzemedaillen vergeben.
Darüber hinaus werden an die Fahrer sogenannte Souvenir medals verliehen. Um sich für eine Medaille zu qualifizieren, muss der/die Fahrer/-in die gesamte Strecke absolviert haben, d. h. er muss an jedem Tag als Finisher gewertet worden und beim Abschlussrennen an den Start gegangen sein.
Eine Goldmedaille erhält, wer nicht mehr als 110 Prozent der Zeit benötigt wie der/die schnellste Fahrer/-in seiner/ihrer Klasse. Für eine Silbermedaille liegt die Grenze bei 125 Prozent. Eine Bronze-Medaille erhalten diejenigen Fahrer, die bis zum Schluss innerhalb der Sollzeit am Wettkampf teilgenommen haben.
Watling Trophy
wird seit 1962 durch die Rennleitung für eine außergewöhnliche Leistung verliehen.

## Statistik
| Land                             | Austragung (1) | Siege        | Siege      | Siege               | Siege          |
| Land                             | Austragung (1) | World Trophy | Silbervase | Junior World Trophy | Women’s Trophy |
| -------------------------------- | -------------- | ------------ | ---------- | ------------------- | -------------- |
| Argentinien                      | 2              |              |            |                     |                |
| Australien                       | 2              | 2            |            | 3                   | 6              |
| Belgien                          | 1              |              |            |                     |                |
| Brasilien                        | 1              |              |            |                     |                |
| Chile                            | 2              |              |            |                     |                |
| Deutsches Reich                  | 4 (2)          | 3            | 2          |                     |                |
| Deutsche Demokratische Republik  | 1              | 7            | 4          | 2                   |                |
| Deutschland                      | 7              | 6            | 4          |                     |                |
| Vereinigtes Königreich – England | 5              |              |            |                     |                |
| Finnland                         | 2              | 8            |            | 3                   |                |
| Frankreich                       | 7              | 10           | 1          | 7                   | 5              |
| Griechenland                     | 1              |              |            |                     |                |
| Isle of Man                      | 3              |              |            |                     |                |
| Italien                          | 11             | 15           | 7          | 8                   |                |
| Mexiko                           | 1              |              |            |                     |                |
| Neuseeland                       | 1              |              |            |                     |                |
| Niederlande                      | 2              | 1            | 5          | 1                   |                |
| Norwegen                         |                |              | 1          |                     |                |
| Österreich                       | 3              | 1            |            |                     |                |
| Polen                            | 4              | 1            |            |                     |                |
| Portugal                         | 3              |              |            |                     |                |
| Schweden                         | 4              | 5            | 1          | 5                   |                |
| Schweiz                          | 2              | 3            |            |                     |                |
| Slowakei                         | 2              |              |            |                     |                |
| Spanien                          | 5              |              |            | 6                   |                |
| Tschechien                       | 1              |              |            |                     |                |
| Tschechoslowakei                 | 10             | 15           | 17         |                     |                |
| Vereinigte Staaten               | 2              | 3            | 1          | 3                   | 5              |
| Vereinigtes Königreich           |                | 17           | 11         |                     | 1              |
| Vereinigtes Königreich – Wales   | 8              |              |            |                     |                |

Häufigster Austragungsort war das walisische Llandrindod Wells mit sieben Austragungen zwischen 1933 und 1961. Danach folgen Garmisch-Partenkirchen mit fünf Fahrten zwischen 1934 und 1969, Gottwaldov/Zlín mit vier Austragungen (1947–1959) und Považská Bystrica ebenfalls mit vier Austragungen zwischen 1977 und 2005. Drei Fahrten fanden bisher auf der Isle of Man (1965–1975) und in Špindlerův Mlýn (1957–1972) statt. Assen, Bad Aussee, Brive-la-Gaillarde, Genf, Grenoble, Jelenia Góra, Meran, San Pellegrino Terme waren zweimal Start- und Zielort.